# Двойная чёрная дыра
Двойная чёрная дыра — система, состоящая из двух чёрных дыр, вращающихся по тесной орбите друг вокруг друга. Как и сами чёрные дыры, двойные чёрные дыры обычно делят на двойные чёрные дыры звёздных масс, образующиеся или как остатки высокомассивных звёздных систем, или при динамических процессах и взаимных захватах, и на сверхмассивные двойные чёрные дыры, возникающие, вероятно, в результате слияния галактик.
Многие годы доказательство существования двойных чёрных дыр было затруднено, из-за природы самих чёрных дыр и ограничений методов наблюдений. Однако при явлении, когда пара чёрных дыр сливается, огромное количество энергии высвобождается в виде гравитационных волн. В течение конца XX века и начала XXI века двойные чёрные дыры стали представлять особый интерес как потенциальный источник гравитационных волн. Слияния двойных чёрных дыр теоретически являются одним из сильнейших теоретических источников таких волн и, следовательно, предоставляют хорошую возможность для обнаружения гравитационных волн. По мере того как вращающиеся чёрные дыры отдают энергию, радиус их орбит уменьшается, а также уменьшается период обращения. При этом чёрные дыры движутся по спирали в направлении друг к другу. В некоторый момент чёрные дыры сливаются. При слиянии единая чёрная дыра постепенно становится устойчивой, при этом любое возмущение формы приводит к излучению дополнительных гравитационных волн. На финальной стадии одна или обе чёрные дыры могут достичь очень высоких скоростей, при этом гравитационные волны достигают пика.
Существование двойных чёрных дыр звёздных масс (и гравитационных волн) было окончательно подтверждено, когда LIGO обнаружил GW150914 (найдено в сентябре 2015 года, объявлено в феврале 2016 года), отдельное проявление существования двух сливающихся чёрных дыр с массой около 30 масс Солнца на расстоянии около 1,3 млрд световых лет от Земли. На финальной стадии (20 миллисекунд) при движении по спирали и слиянии GW150914 выделил около 3 масс Солнца в виде гравитационной энергии, на пике мощность составляла 3,6⋅1049 Вт — больше чем суммарная мощность излучения всех звёзд во Вселенной. Что касается существования двойных сверхмассивных чёрных дыр, то оно тоже предположительно обнаружено, но категорического подтверждения пока не получило.

## Частота возникновения
Двойные сверхмассивные чёрные дыры, как считается, возникают при слиянии галактик. Некоторые вероятные кандидаты в двойные чёрные дыры могут располагаться в галактиках с двойными ядрами. Примером галактики с двойным ядром является NGC 6240. Гораздо более близкие двойные чёрные дыры могут находиться в галактиках с единым ядром с двойными эмиссионными линиями, например, SDSS J104807.74+005543.5 и EGSD2 J142033.66 525917.5. Другие галактические ядра с периодическим излучением предполагают наличие крупных объектов, обращающихся вокруг центральной чёрной дыры, например, в OJ287.
Квазар PG 1302—102, возможно, обладает центральной чёрной дырой с периодом обращения 1900 дней.
Существование двойных чёрных дыр было показано при наблюдениях гравитационных волн от слияния чёрных дыр GW150914.

## Проблема финального парсека
При столкновении двух галактик сверхмассивные чёрные дыры в их центрах не сталкиваются лоб в лоб, но будут пролетать друг мимо друга, если только некоторый механизм не приведёт к их сближению. Таким механизмом является динамическое трение, сближающее чёрные дыры до расстояния в несколько парсеков друг от друга. При таком расстоянии они формируют тесную двойную систему. Потеря орбитальной энергии приводит к дальнейшему сближению чёрных дыр.
Объяснение кажется простым: чёрные дыры передают энергию газу и звёздам между ними, что приводит к выбрасыванию вещества на высокой скорости в процессе гравитационного манёвра и потере энергии. Однако объём пространства, в котором происходит этот процесс, сжимается по мере сжатия орбиты и в тот момент, когда расстояние между чёрными дырами составит около 1 парсека, между звёздами останется крайне мало вещества, поэтому потребовались бы миллиарды лет для того, чтобы орбита уменьшилась до стадии слияния. Гравитационные волны также могут вносить вклад в потерю энергии, но только когда орбита сожмётся до размеров 0,01-0,001 пк.
Тем не менее, сверхмассивные чёрные дыры испытывают слияния, такая пара наблюдается в PKS 1302-102. Вопрос о том, как именно происходят слияния, называется «проблемой финального парсека».
Был предложен ряд решений проблемы финального парсека. Большинство вариантов предполагают взаимодействие массивной двойной системы с окружающим веществом — звёздами или газом — которое может забирать энергию двойной системы и привести к её сжатию. Например, если мимо двойной системы пролетает достаточное количество звёзд, то их гравитационный выброс может сблизить чёрные дыры довольно быстро.

## Жизненный цикл

### Движение по спирали
Первой стадией эволюции двойной чёрной дыры является движение по спирали, при котором происходит постепенное уменьшение орбиты.
Первые стадии движения по спирали длятся очень долгое время, поскольку излучаемые гравитационные волны в этот период слабые. Помимо уменьшения орбиты из-за испускания гравитационных волн также угловой момент может уменьшаться при взаимодействии с другим веществом в окрестности двойной чёрной дыры.
По мере уменьшения орбиты скорость увеличивается, усиливается излучение гравитационных волн. Когда чёрные дыры сближаются, орбита быстрее уменьшается.
Последняя устойчивая орбита или самая внутренняя устойчивая круговая орбита является самой внутренней полной орбитой, после которой происходит переход от движения по спирали к слиянию.

### Слияние
После сближения по спирали двойная переходит на такую орбиту, на которой происходит слияние. При этом излучение гравитационных волн достигает максимума.

### Финальная стадия
Сразу после слияния получившаяся чёрная дыра колеблется по форме между вытянутым и сплюснутым сфероидом. По мере излучения гравитационных волн форма стабилизируется. В результате остаётся небольшая деформация из-за ненулевого спина.

## Наблюдения
Первое обнаружение двойной чёрной дыры звёздной массы при слиянии выполнено детектором LIGO. По измерениям с Земли пара чёрных дыр с оценкой масс около 36 и 29 масс Солнца вращались друг вокруг друга и слились с образованием чёрной дыры массой 62 массы Солнца, сигнал был получен 14 сентября 2015 года в 09:50 UTC. Три массы Солнца были преобразованы в гравитационное излучение за последние доли секунды, мощность на пике достигла 3,6×1056 эрг/с (200 масс Солнца за секунду) что в 50 раз превосходит полную мощность звёзд в наблюдаемой Вселенной. Слияние произошло на расстоянии 1,3 млрд световых лет от Солнца. Наблюдаемый сигнал согласуется с предсказаниями теории относительности.

## Динамическое моделирование
В случае далёких друг от друга чёрных дыр можно использовать простые алгебраические модели в течение стадии движения по спирали.
Для стадии движения по спирали также используются постньютоновские приближения. Они позволяют получить приближённые значения уравнений теории относительности с помощью добавления дополнительных слагаемых к формулам ньютоновской гравитации. Порядки, используемые в таких вычислениях, можно обозначить 2PN (постньютоновское приближение второго порядка) 2,5PN или 3PN (постньютоновское приближение третьего порядка). Существует также приближение (англ. effective-one-body), в котором уравнения сводятся к уравнениям относительно одного объекта. Такой вариант особенно полезен в случае большого отношения массы, как при слиянии чёрной дыры звёздной массы с чёрной дырой в ядре галактики, но также может применяться и в случае равных масс.
На финальной стадии можно использовать теорию возмущений чёрных дыр. Итоговая керровская чёрная дыра деформирована, спектр, создаваемый чёрной дырой, можно рассчитать.
Для моделирования полной эволюции системы, включая слияние, требуется решение полных уравнений общей теории относительности. Это можно сделать методами численной относительности. Численная относительность моделирует изменения в пространстве-времени. При вычислениях важно исследовать детали близко к чёрным дырам, в некоторых случаях разрешения хватает для определения гравитационного излучения, простирающегося на бесконечность. Для того, чтобы вычисления можно было провести за разумное время, используют особые системы координат, такие как координаты Бойера-Линдквиста или координаты «рыбий глаз».
Методы численной относительности были существенно улучшены с момента первых попыток в 1960-х и 1970-х годах. Моделирование обращения чёрных дыр на длительном интервале времени не представлялось возможным до тех пор, пока три группы исследователей независимо не разработали новые методы моделирования движения по спирали, слияния и финального этапа эволюции чёрных дыр в 2005 году.
При полном моделировании слияния можно использовать совместно несколько указанных методов. В этом случае важно совместить отдельные участки моделей, разработанные по разным алгоритмам. The Lazarus Project связывает части пространственной гиперповерхности во время слияния.
Результаты вычислений могут включать энергию связывания. При устойчивой орбите энергия связывания представляет локальный минимум относительно возмущения параметров. На наиболее внутренней устойчивой орбите локальный минимум превращается в точку перегиба.
Создаваемый гравитационный волновой фронт важен для предсказания наблюдений и подтверждения явления. При движении по спирали, когда чёрные дыры достигают области сильного гравитационного поля, волны рассеиваются в области и создают постньютоновский «хвост».
На финальной стадии керровской чёрной дыры увлечение инерциальной системы отсчёта создаёт гравитационные волны. Шварцшильдовская чёрная дыра на финальной стадии наблюдается в виде рассеянных волн, но не обладает прямыми волнами.
Силу реакции излучения можно вычислить при суммировании Паде потока гравитационных волн. Оценка излучения может быть произведена методом Коши, дающим близкую оценку потока излучения на бесконечности, без необходимости проводить вычисления на больших и больших расстояниях.
Итоговая масса результирующей чёрной дыры зависит от определения массы в общей теории относительности. Масса Бонди MB вычисляется по формуле Бонди-Саха потери массы. {\displaystyle {\frac {dM_{B}}{dU}}=-f(U)}. Здесь f(U) является потоком гравитационных волн в момент времени U. f является интегралом по поверхности функции News. Энергия или масса Арновитта — Дезера — Мизнера представляет собой массу при измерении с бесконечного расстояния и учитывает всю излучённую энергию гравитационных волн. {\displaystyle M_{ADM}=M_{B}(U)+\int _{-\infty }^{U}F(V)dV}.
При излучении гравитационных волн также теряется угловой момент. В основном потеря происходит вдоль оси z.

## Форма
Одна из проблем, требующих разрешения — определение формы, или топологии, горизонта событий в процессе слияния чёрных дыр.
В численных моделях рассматриваются тестировочные геодезические линии и их взаимодействие при достижении горизонта событий. При сближении чёрных дыр каждый горизонт событий образует структуру в виде утиного клюва по направлению к другой чёрной дыре. По мере сближения «клювы» становятся длиннее и уже до тех пор, пока не встретятся. При этом горизонт событий имеет X-образную форму в точке встречи. Точка соприкосновения представляет собой примерно цилиндрическое образование — мост.

## Отдача при слиянии чёрных дыр
При слиянии чёрных дыр может возникнуть неожиданный результат, в котором гравитационные волны уносят угловой момент, а сливающаяся пара чёрных дыр ускоряется так, что как будто нарушает третий закон Ньютона. Центр притяжения может обладать скоростью выброса 1000 км/с. Наибольшие добавки скорости (до 5000 км/с) возникают при равных массах и равных величинах спина двойных чёрных дыр, когда направления спинов противонаправлены, параллельны орбитальной плоскости или почти параллельны орбитальному угловому моменту. Этого может быть достаточно для того, чтобы покинуть крупную галактику. При более вероятных ориентациях происходит меньший эффект, добавляется только несколько сотен км/с. При таких скоростях сливающиеся двойные чёрные дыры могут выбрасываться из ядер шаровых скоплений. При этом снижаются шансы последующих слияний и вероятность обнаружения гравитационных волн. Для невращающихся чёрных дыр максимальная добавка скорости составляет 175 км/с при соотношении масс от 5 до 1. При сонаправленности спинов в орбитальной плоскости при двух одинаковых чёрных дырах возможна добавка скорости 5000 км/с. Параметры, которые могут представлять интерес, включают точку слияния чёрных дыр, отношение масс, при котором возникает максимальная добавка скорости, и то, какая доля энергии уносится гравитационными волнами. При лобовом столкновении эта доля составляет 0,002 или 0,2 %. Одним из наиболее вероятных кандидатов в объекты — результат слияния чёрных дыр является сверхмассивная чёрная дыра CXO J101527.2+625911.